# 彼得拉·布尔卡
彼得拉·布尔卡（捷克語：Petra Burka，1946年11月17日—），加拿大女子花样滑冰运动员。她曾代表加拿大参加1964年冬季奥林匹克运动会花样滑冰比赛，获得女子单人滑铜牌。